# (19211) 1993 DM
(19211) 1993 DM là một tiểu hành tinh vành đai chính. Nó được phát hiện bởi Seiji Ueda và Hiroshi Kaneda ở Kushiro, Hokkaidō, Nhật Bản, ngày 21 tháng 2 năm 1993.